# کاروم داونز، ویکتوریا

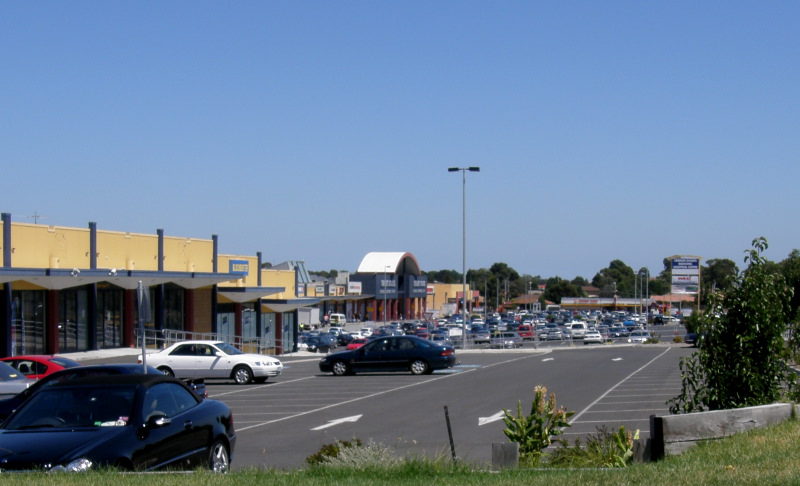
کاروم داونز

کاروم داونز (به انگلیسی: Carrum Downs) یک حومه شهر در استرالیا است که در ویکتوریا (استرالیا) واقع شده‌است.